# Tetragoniceps brownei
Tetragoniceps brownei är en kräftdjursart som beskrevs av Wells 1967. Tetragoniceps brownei ingår i släktet Tetragoniceps och familjen Tetragonicipitidae. Inga underarter finns listade i Catalogue of Life.